# 高橋数良
高橋 数良（たかはし かずよし、1886年3月 - 1942年5月3日）は日本の柔道家（講道館8段）。
講道館四天王の1人である横山作次郎の直弟子であり、切れ味鋭い足技を駆使した返し技（裏技）の達人であった。後には警視庁や陸軍幼年学校、東京高等師範学校等の柔道師範を務めて多くの後進の指導に当たり、戦前の柔道界を牽引した大家と知られている。

## 経歴
旧高松藩の藩士であった父・五郎と母・マス夫妻の長男として香川県高松市に生まれる。父の五郎は水戸藩の星野家に仕えた頃から水府流を会得して高松藩時代には水任流で水術の達人と名を馳せ、また高松松平家の鉄砲組の頭領として門外不出と云われた新刀流（明治維新後に高松師範で教えた）の2代目師範も務めていた関係で、数良は幼少時より柔術・剣術・居合術の手解きを受けた。
旧制高松中学校（現・県立高松高校）に進学すると、同窓には後に政界に進出して“ヤジ将軍”の異名を取る三木武吉や小説家として文藝春秋を立ち上げる菊池寛らがいた。しかし1900年6月に高松名物“夜鳴きそば”の屋台をひっくり返し食い逃げする事件を起こし、その首謀者として放校処分を受けた高橋は岡山の関西中学（現・関西高校）へ、三木武吉は京都の同志社中学校（現・同志社高校）へ、それぞれ転校させられてしまった。

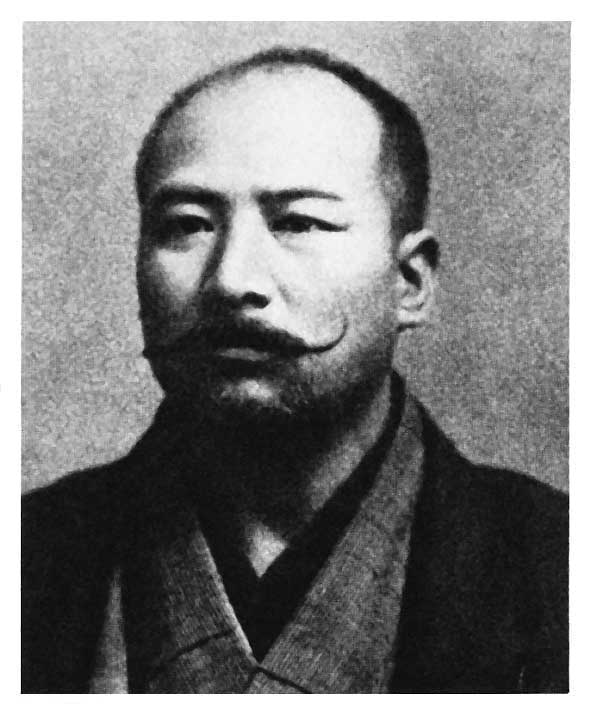
高橋の恩師である
“鬼横山”こと横山作次郎8段

高橋はその後、志を立てて上京し成城中学校（現・成城高校）に転じて講道館へ入門、講道館四天王の1人である“鬼横山”こと横山作次郎に可愛がられて専心稽古に励んだ。この頃の講道館には三船久蔵や徳三宝、中野正三らの顔触れがあった。
高橋は足技がズバ抜けて上手く、後の先である返し技（当時は“裏技”と呼ばれた）に長じて、試合でも稽古でも同じ技は2回目には必ず返して相手に畳を背負わせた。返し技が不可能と言われる体落でさえも高橋に掛かっては百発百中で返されたという。
同じ横山門下の2歳年下で後に10段を受ける中野正三は「高橋さんの裏技は足払が巧かった事と間合いの研究に起因する」「前人未到の裏技の専門家で、これからも高橋さんを凌ぐ名人は絶対に現れないだろう」と述べ、名人・金光弥一兵衛も「およそ、柔道の達人の技には2つの見方がある」「その1つは、この人以外後にも先にもその技を使いこなす人は現れないという独特の技の持ち主」とした上で、「高橋先生のあの“裏取り（返し技）”は二度と見る事のできない神業である」と述べている。
講道館では奇才・岡部平太や緒方久人、久富達夫、河野辰五郎、鈴木喜吉、綱井好太郎、志甫周平など多くの後進を指導し、東京市の小石川に居を構えて警視庁や陸軍幼年学校、海軍経理学校、東京高等師範学校、東京外国語大学、立教大学、早稲田大学、横須賀海軍集会所等の柔道師範も歴任。
当時の講道館では三船久蔵を頂点とする三船派や嘉納治五郎館長の出身母体である東京高師派（永岡派とも）、柔道教員養成所OBで構成される道友会が台頭し、この群雄割拠の中にあって表向きには試合、裏では昇段という形で激しい派閥争いが繰り広げられて多くの段亡者を生み出すに至った。
そのような中で高橋は段位の派閥争いを嫌い、「段位は自分の実力で取るもの」と言って譲らず、1926年の高段者昇段審査に形の審査が採り入れた際には嘉納館長に真っ向から反対して審査をボイコットする程だったという。この気骨は弟子達にもそのまま受け継がれ、高橋門下で随一の足技の名手・稲垣重造は後に7段を辞退し講道館を猛然と批判した事があり、また山崎孝治や高橋良助といった教え子も中々8段になろうとはしなかった。
| 段位 | 年月日         | 年齢 |
| ---- | -------------- | ---- |
| 入門 | 1904年         |      |
| 初段 | 不詳           |      |
| 2段  | 不詳           |      |
| 3段  | 1906年         |      |
| 4段  | 不詳           |      |
| 5段  | 1916年         |      |
| 6段  | 不詳           |      |
| 7段  | 1933年         |      |
| 8段  | 1937年12月22日 | 51歳 |

高橋の風貌は清廉剛直、丸坊主で頬骨高く、眼光鋭く、古武士を思わせる精悍な面構えの持ち主で、洋服嫌いでも有名で終生和服で通した。「柔術が柔道となったのだから、神道と同じく人生の哲学として道義付けをしなくてはならぬ」と周囲に説き、弟子達からは“金平糖”“天然記念物”とあだなされ畏敬されたという。大相撲の大錦や寒卵子といった力士に稽古を付けた事もよく知られている。
また、町道場の段位乱発を是正するため1913年には大日本士道会を結成、会長に山下義韶を据えて高橋は理事長として手腕を発揮し事態の収束を図った。1916年に講道館の5段位を、1920年5月には大日本武徳会の教士号を拝受している。
講道館で高橋は、同じ横山門下の徳三宝や中野正三とは兄弟のように仲が良かった一方、同じ横山門下で一大勢力を率いた三船久蔵とは反りが合わず互いに反目し合っていた。柔道評論家のくろだたけしに拠れば、正確な記録は残っていないものの、ある時（試合か稽古かもハッキリしない）高橋と三船が組み合った時に、軽快な体捌きで技を掛けてきた三船を高橋が見事に返して畳にめり込むほど叩き付けた、という逸話が残っている。なお、高橋は横山の命日には毎年欠かさず墓参りをしており、その技量や生き様に心酔していた事が覗える。
高橋はその後も講道館の重鎮として活躍し、1934年の皇太子殿下御誕生奉祝天覧武道大会では府県選士試合の審判員を務め、この間1933年に7段、1937年12月には8段を允許。
日本が太平洋戦争に突入して半年後の1942年4月、病床にあった高橋は祖国の未来を案じつつ、盟友三木武吉が翼賛選挙で非推薦当選の報を聞き涙を流して喜び、その3日後に自宅で息を引き取った。享年57。告別式は5月12日に伝通院で執り行われ、諡は「武徳院釈風堂居士」であった。駆け付けた弔問客らは「惜しい限りだ」「またと得難い方に亡くなられ痛恨極まりない」と口々にその死を悼んでいたという。
高橋は、酒豪としても名高い恩師・横山作次郎を凌ぐ程の“超”の付く酒豪で、講道館内で番付を作れば横綱・大関クラスだったという。また書画をこよなく愛し、刀剣の収集もしていてその鑑識眼は素人域を脱していた。生涯を捧げた柔道では、処世一歩も譲らず、妥協という事を一切知らない性でもあったので、講道館において氏を煙たがる人が少なからずいたのも事実である。一方で、誰彼となく持ち込む難渋の問題を笑いながら快諾し、若い選手達が駄々をこねるような時には優しく偉大な手で愛撫する一面もあったという。
現在は故郷・高松市の宮脇町にある姥ヶ池、紫雲山と峰山にかけて霞棚引く幽邃な山上近くに眠っている。